# 炔丙基氯
炔丙基氯，结构式HC≡CCH2Cl。

## 性质
无色可燃液体。几乎不溶于水和甘油，与乙醇、乙醚、乙二醇、苯、乙酸乙酯、四氯化碳混溶。有催泪性，对皮肤有刺激性。

## 制备
由炔丙醇与三氯化磷在吡啶存在下反应而得。
{\displaystyle \ 3CH\!\equiv \!CCH_{2}OH+PCl_{3}\ {\xrightarrow[{85\!-\!100^{o}C}]{py}}\ 3CH\!\equiv \!CCH_{2}Cl+}{\displaystyle \ H_{3}PO_{3}}

## 用途
用作有机合成中间体，如用于合成炔丙醚类和药物优降宁等。也用于土壤熏蒸剂的制取。